# BSI Group
 (avril 2022).
Si vous disposez d'ouvrages ou d'articles de référence ou si vous connaissez des sites web de qualité traitant du thème abordé ici, merci de compléter l'article en donnant les références utiles à sa vérifiabilité et en les liant à la section « Notes et références ».
Pour les articles homonymes, voir BSI.
BSI Group est un groupe institutionnel britannique d'organismes de services en normalisation, certification, formation et contrôle de conformité, opérant  au Royaume-Uni sous charte royale en tant que société d'économie mixte à caractère commercial et industriel mais sans redistribution de profits. Le sigle BSI se réfère aux mots British Standards Institution, l’ancien nom d'une de ses branches jusqu'à la création du groupe, encore parfois utilisé au Royaume-Uni pour désigner l'institution entière.
Le groupe comprend quatre branches, correspondant à ses principaux domaines d'activité à savoir :
BSI  British Standards
C'est l'organisme institutionnel de normalisation reconnu au Royaume-Uni. Créé en 1901 sous le nom d'Engineering Standards Committee (ESC), devenu British Engineering Standards Association (BESA) en 1918, puis British Standard Institution (BSI) de 1931 à 1991, cet organisme a publié plus de 17 000 normes à ce jour.
Ces normes se présentent sous la forme : British Standards, ou BS, suivi du numéro de la norme concernée.
BSI Management Systems
C'est un organisme de certification spécialisé dans les normes ISO 9001 (Qualité), ISO 14001 (Environnement), OHSAS 18001 (Santé et Sécurité au Travail), ISO/CEI 27001 (Sécurité de l'Information), ISO 22301 (Continuité d'Activité), ISO 13485 (Dispositifs Médicaux)...
BSI Product Services
Cet organisme aide les entreprises à développer des produits conformes aux exigences légales et aux normes. Il délivre le label de qualité « Kitemark » ainsi que les certifications CE.
BSI Inspectorate
Cet organisme, acquis par BSI Group en 1998, se charge d'inspecter les entreprises et d'effectuer des analyses de conformité. Ses domaines d'expertises couvrent la métallurgie, les minerais, la pétrochimie et l'agro-alimentaire.

## Histoire
- 26 avril 1901 : première réunion de l'Engineering Standards Committee, une réunion d'industriels ; les premières mesures concernent la normalisation des structures d'acier (réduction du nombre de références de 173 à 113) et des rails (réduction de 75 références à 5), entraînant une économie estimée à un million de livres sterling par an ;
 c'est historiquement le premier organisme national de normalisation créé ;
- 1902 : première participation financière du gouvernement britannique ; celui-ci approuve et soutient ses efforts ;
- durant la Première Guerre mondiale, le comité se charge de la normalisation pour la construction des avions ; durant la guerre, le nombre de comités de normalisation(donc de domaines couverts) passe de 60 à 300 ;
- 1918 : le comité devient la British Engineering Standards Association (BESA) ;
- 1921 : formation du comité des marques (Mark Committee) chargé de certifier les marques qui suivent les normes ; la première entreprise certifiée est la General Electric Company en 1926 ;
- 1929 : le rôle de la BESA est fixé par une charte royale ;
- 1931 : à la suite de l'intégration d'un comité de l'industrie chimique (sous l'impulsion de l'Association of British Chemical Manufacturers), la BESA devient la British Standards Institution (BSI) ;
- durant la Seconde Guerre mondiale, en raison des bombardements allemands, la BSI édite des normes sur le matériel de lutte contre l'incendie et les abris (signalisation, sacs de jutte anti-pourrissement), ainsi que, dans le cadre de la logistique de guerre, le conditionnement du matériel (qui arrivait en mauvais état) et de la nourriture (boîtes de conserve, on estime que cela induisit une économie de 40 000 tonnes d'acier la première année) ;
- 1946 : création de l'ISO ;
- 1955 : création du Advisory Council on standards for Consumer Goods ; outre la normalisation de l'industrie et de la réduction des coûts et des déchets, la BSI s'occupe de plus en plus de l'information du consommateur ;
- août 1987 : lorsqu'une norme ISO est adoptée par la BSI, elle porte une double numérotation BS ... / ISO ...
- 1991 : création de BSI Inc. à Reston, Virginie, États-Unis ;
- 1994 : lorsqu'une norme ISO ou EN est adoptée par la BSI, seul reste le numéro ISO ou EN, par exemple la norme BS 5750 devient la norme BS EN ISO 9000 ;
- 1998 : modification de la charte royale ; l'institution achète le groupe Inspectorate ainsi que CEEM, une entreprise américaine spécialisée dans la formation au management, ce qui conforte sa position de groupe international ;
- 1999 : BSI Group achète Rocky Mountain Geochemical (entreprise américaine d'expertise en métaux précieux), Mertcontrol (organisme hongroise d'inspection et de certification), et International Standards Certification Pte Ltd (organisme de certification basé à Singapour) ;
- janvier 2002 : achat de la branche certification ISO de KPMG (consultant américain) ;
- 2003 : achat de BSI Pacific Ltd, pour assurer la pénétration du marché de la certification en Chine ; achat de 49 % des parts de British Standards Publishing Limited (BSPL) ;
- 2004 : achat de LW Cargo Survey AB, une entreprise suédoise d'inspection et de contrôle, et de KPMG Certification B.V., branche hollandaise de certification de KPMG.